# 90 دقيقة (فلم)
 90 دقيقة  هو فيلم مصري من إنتاج 2006، من تأليف وليد التابعى، وإخراج إسماعيل فاروق.

## قصة الفيلم
يدور الفيلم في إطار رومانسي حول عادل(سامو زين) والفتاة البسيطة نسمة (زينة) يحلمان بعش هادئ يجمعههما إلا أن والدته (نهال عنبر) وجده (عادل هاشم) وقفا أمام تحقيق هذا الحلم رافضان ارتباطه بنسمة لتباين المستوى الاجتماعي بينهما في الوقت الذي حاولت فيه شيرين (غادة عبد الرازق) التودد لقلب عادل حيث وقعت في غرامه هي الأخرى إلا أن عادل يصر على الارتباط بفتاة أحلامه ويترك المنزل محاولا تحقيق حلمهما ولكن تأتي الرياح بما لا تشتهي السفن فيتعرض عادل وزينة لحادث سيارة تتمكن من خلاله الأم (نهال عنبر) من الكذب على ابنها واقناعه بوفاة حبيبته نسمة بالحادث فيصاب عادل بأزمة نفسية فتستغل شيرين تلك اللحظات وتتقرب إليه ويتم إعلان خطبتهما في الوقت الذي تعاني فيه نسمة من فراق حبيبها وتتعرف على جراح التجميل (أحمد هارون) الذي يقع في حبها إلا أن القدر يكتب نهاية لقصة حبهما عندما تكتشف نسمة أن عادل مازال على قيد الحياة ليعلنا سويا رفضهما للتقاليد وقرارات والدته وجده اللذان يرضخان لارتباط نسمة وعادل.

## الممثلون
- سامو زين
- غادة عبد الرازق
- زينة
- نهال عنبر
- حجاج عبد العظيم
- أحمد هارون
- عادل هاشم
- عبد الله مشرف
- مجدي السباعي
- أمير العشري

## روابط خارجية
- 90 دقيقة على موقع IMDb (الإنجليزية)
- 90 دقيقة على موقع الدهليز
- 90 دقيقة على موقع قاعدة بيانات الأفلام العربية
- 90 دقيقة على موقع قاعدة بيانات الفيلم (الإنجليزية)
- 90 دقيقة على موقع ليتربوكسد (الإنجليزية)